# 9. Tony-gála
A 9. Tony-gála az 1954/1955-ös szezon legjobb Broadway színházi alakításait értékelte. A díjátadót 1955. március 27-én tartották a New York-i Plaza Hotelben, a műsor házigazdája Frank Sinatra volt. A ceremóniát az NBC Radio Network közvetítette élőben.

## Győztesek
Forrás:

### Produkciók
| Kategória         | Győztes |
| ----------------- | --- |
| Legjobb színdarab | The Desperate Hours - Joseph Hayes, Howard Erskine                                                                             |
| Legjobb musical   | The Pajama Game - George Abbott, Richard Bissell, Richard Adler, Jerry Ross, Frederick Brisson, Robert Griffith, Harold Prince |

### Színészek
| Kategória                                 | Győztes                            |
| ----------------------------------------- | ---------------------------------- |
| Legjobb férfi főszereplő színdarabban     | Alfred Lunt - Quadrille            |
| Legjobb női főszereplő színdarabban       | Nancy Kelly - The Bad Seed         |
| Legjobb férfi főszereplő musicalben       | Walter Slezak - Fanny              |
| Legjobb női főszereplő musicalben         | Mary Martin - Pán Péter            |
| Legjobb férfi mellékszereplő színdarabban | Francis L. Sullivan - A vád tanúja |
| Legjobb női mellékszereplő színdarabban   | Patricia Jessel - A vád tanúja     |
| Legjobb férfi mellékszereplő musicalben   | Cyril Ritchard - Pán Péter         |
| Legjobb női mellékszereplő musicalben     | Carol Haney - The Pajama Game      |

### Készítők
| Kategória                           | Győztes                                         |
| ----------------------------------- | ----------------------------------------------- |
| Legjobb rendező                     | Robert Montgomery - The Desperate Hours         |
| Legjobb koreográfia                 | Bob Fosse - The Pajama Game                     |
| Legjobb díszlettervezés             | Oliver Messell - House of Flowers               |
| Legjobb jelmeztervezés              | Cecil Beaton - Quadrille                        |
| Legjobb karmester és zenei igazgató | Thomas Schippers - The Saint of Bleecker Street |
| Legjobb színpadi technikus          | Richard Rodda - Pán Péter                       |

### Különdíj
- Proscenium Productions (Warren Enters, Robert Merriman, Sybil Trubin)

## Fordítás
- Ez a szócikk részben vagy egészben  a(z)   9th Tony Awards című angol Wikipédia-szócikk fordításán alapul.  Az eredeti cikk szerkesztőit annak laptörténete sorolja fel. Ez a jelzés csupán a megfogalmazás eredetét és a szerzői jogokat jelzi, nem szolgál a cikkben szereplő információk forrásmegjelöléseként.